# Hanke Bruins Slot
Hanke Gerdina Johanette Bruins Slot (Apeldoorn, 20 de octubre de 1977) es una soldado profesional y política neerlandesa que actualmente ocupa un escaño en el Segunda Cámara de los Estados Generales para el período legislativo 2012-2017 por el Llamada Demócrata Cristiana.

## Carrera
Desde febrero de 2010 Bruins trabajaba como oficial de comando en el Koninklijke Landmacht, donde participaba en tareas de planificación y programación. Antes de este puesto, participó en otras labores militares, incluyendo varias operaciones de la Fuerza Internacional de Asistencia para la Seguridad como comandante de un destacamento de los vehículos blindados Pantserhouwitser en Tarin Kowt, Afganistán, entre julio y diciembre de 2008.
Después de sus estudios universitarios (derecho constitucional y derecho administrativo), Bruins trabajó varios años como estudiante asistente y de proyecto en la Universidad de Utrecht; luego, desde 2001 a 2005, fue funcionaria del Ministerio del Interior, mientras que entre 2005 y 2007 optó por graduarse de oficial en la Koninklijke Militaire Academie en Breda. Desde entonces, trabajaba como un soldado profesional.